# Asajirō Oka
Asajirō Oka (jap. 丘 浅次郎 Oka Asajirō; ur. 18 listopada 1868 w Shizuoce, zm. w 1944) – japoński zoolog, anatom, popularyzator teorii ewolucji.

## Życiorys
Studiował filozofię na Uniwersytecie Albrechta i Ludwika we Fryburgu w latach 1891–1892. Od 1891 roku uczył się morfologii człowieka u Roberta Wiedersheima, botaniki u Friedricha Hildebranda, zoologii u Augusta Weismanna. W semestrze zimowym 1891/1892 rozpoczął praktyki zoologiczno-zootomiczne u Augusta Grubera.
Stworzył sztuczny język, który nazwał „Zilengo”. Był też pierwszym japońskim esperantystą.